# Liste der Naturdenkmale in Unterwachingen
| Naturdenkmale | Anzahl |
| ------------- | ------ |
| FND           | 0      |
| END           | 3      |
| Gesamt        | 3      |

Die Liste der Naturdenkmale in Unterwachingen nennt die verordneten Naturdenkmale (ND) der im baden-württembergischen Alb-Donau-Kreis liegenden Gemeinde Unterwachingen. In Unterwachingen gibt es insgesamt drei als Naturdenkmal geschützte Objekte, keines ist ein flächenhaftes Naturdenkmal (FND), alle sind Einzelgebilde-Naturdenkmale (END).
Stand: 1. November 2016.

## Einzelgebilde (END)
| Name                     | Bild | Kennung     | Einzelheiten   | Position | Fläche Hektar | Datum         |
| ------------------------ | ---- | ----------- | -------------- | -------- | ------------- | ------------- |
| 1 Buche                  | BW   | 84251250005 | Unterwachingen | ⊙        | 0,0           | 13. Juli 1999 |
| 1 Stieleiche             | BW   | 84251250003 | Unterwachingen | ⊙        | 0,0           | 13. Juli 1999 |
| 1 Stieleiche             | BW   | 84251250004 | Unterwachingen | ⊙        | 0,0           | 13. Juli 1999 |
| Legende für Naturdenkmal |      |             |                |          |               |               |